# Myzomela erythrocephala
El mielero cabecirrojo (Myzomela erythrocephala) es una especie de ave paseriforme de la familia Meliphagidae que vive en Oceanía.

## Subespecies
- Myzomela erythrocephala erythrocephala
- Myzomela erythrocephala infuscata

## Distribución
Es una especie que se localiza en el sur de Nueva Guinea las islas Aru y el norte de Australia.